# 広島海技学院
一般社団法人広島海技学院 （ひろしまかいぎぎいん）、広島県広島市南区にある小型船舶教習所の広島海技学院を運営する日本初の海事教育公益組織である。元国土交通省所管。

## 概要
- 所在地 - 〒734-0012 広島県広島市南区元宇品町41-18
- 創立 - 1948年2月
- 主な実施講習
  - 小型船舶操縦士
  - 海技士
  - 海技免許講習
  - 内航船BRM訓練講習
  - 危険物等取扱責任者更新講習
  - 海上特殊無線技士
  - 電子通信移行講習
  - 遊漁船業務主任者

## 沿革
- 1948年2月 - 社団法人中国海員養成協会設立許可
- 1964年6月 - 社団法人中国船舶職員養成協会に改称
- 1968年7月 - 職業補導所の指定を受ける
- 1971年1月 - 小型船舶操縦士第二種養成施設の指定を受ける
- 1972年1月 - 小型船舶操縦士第一種養成施設の指定を受ける
- 1974年12月 - 四級小型船舶操縦士第一種養成施設の指定を受ける
- 1983年10月 - 海技士免許講習指定施設の指定を受ける
- 1987年4月 - 海技免状更新講習機関の指定を受ける
- 1988年2月 - 海技免状失効再交付講習施設の指定を受ける
- 1990年4月 - マリンリゾート専門学院を開校
- 1991年3月 - マリンリゾートアカデミーに改称、各種学校の認可を受ける
- 1997年1月 -  現在地に移転
- 1997年3月 - 専門学校マリンリゾートアカデミーの許可を受ける
- 1997年11月 - 専門士の称号付与の認定を受ける
- 2000年3月 - 危険物等取扱責任者資格更新講習の実施機関となる
- 2002年3月 - 専門学校マリンリゾートアカデミー休校
- 2003年5月 - 遊漁船業務主任者講習の実施機関となる
- 2003年6月 - 小型旅客安全講習の実施機関となる
- 2004年7月 - 小型船舶教習所の登録を受ける。海技免許講習の登録を受ける。海技免状更新講習等講習機関の登録を受ける
- 2005年3月 - 六級海技士（航海）養成講習機関の登録を受ける
- 2005年7月 - 内航船向BRM訓練開始
- 2012年3月 - 社団法人中国船舶職員養成協会解散
- 2012年4月 - 一般社団法人移行と同時に一般社団法人広島海技学院に名称変更

## 各事務所
- 岡山事務所 - 〒712-8043 岡山県倉敷市広江2-15-31 エビスビル3F
- 山陰事務所 - 〒684-0033 鳥取県境港市上道町3256 上道ビル1F
- 因島船員教育(BRM）訓練センター - 〒722-2102 広島県尾道市因島重井町1076-2